# Cosmin Matei
Cosimin Gabriel Matei (Târgoviște, 30 settembre 1991) è un calciatore rumeno, centrocampista dello Sepsi.

## Palmarès

### Club

#### Competizioni nazionali
- Coppa di Romania: 3

Steaua Bucarest: 2010-2011
Dinamo Bucarest: 2011-2012
Sepsi: 2022-2023
- Supercoppa di Romania: 3

Dinamo Bucarest: 2012
Sepsi: 2022, 2023